# Lukáš Trykar
Lukáš Trykar (7. února 1972 – 14. listopadu 2013) byl český varhaník, klavírista, sbormistr a pedagog.  

## Životopis
V roce 1992 absolvoval studium hry na varhany na Pražské konzervatoři u Jaroslava Vodrážky. Mezi lety 1992 – 1995 studoval hudební vědu na FFUK v Praze. V letech 2004–2010 studoval hudební výchovu a sbormistrovství na Pedagogické fakultě Univerzity Hradec Králové. Od roku 2011 byl interním doktorandem na Pedagogické fakultě Univerzity Karlovy v Praze doktorského studia hudební teorie a pedagogiky pod vedením Marka Valáška.
Mezi lety 1992–1995 působil jako pedagog na ZUŠ Ilji Hurníka v Praze, kde vyučoval hru na klavír, hudební nauku a základy kompozice. Od roku 1994 působil v Liberci; zde nejprve působil jako pedagog a zástupce ředitele Střední umělecké školy (1994 – 2001), kde vyučoval hru na klavír a varhany, hudební nauku, dějiny hudby, ansámblový a sborový zpěv, intonaci, harmonii a základy kompozice. Od roku 1998 působil jako pedagog ZUŠ Liberec, kde vyučoval hru na klavír, hru na varhany a skladbu. Jako korepetitor spolupracoval od roku 1998 s dětským pěveckým sborem Severáček a od roku 1999 jako sbormistr s volným pěveckým sdružením A my taky Liberec. Ve spolupráci s KMD Prof. Dr. Neithardem Bethke zastupoval od roku 2010 českou stranu v projektu EU Ziel 3/ Cíl 3 – Zachování hudby pro budoucí generace (varhanní hudba, varhanní a varhanářské kurzy. Od roku 2009 byl lektorem mezinárodního interpretačního varhanního kurzu Sommerakademie für Organisten Zittau (Německo).
Koncertoval v mnoha evropských zemích (Německo, Švýcarsko, Řecko, Bosna a Hercegovina, Itálie, Holandsko, Belgie, Velká Británie, Francie), v Jihoafrické republice a v Kanadě.
Zemřel po nemoci 14. listopadu 2013.

## Spolupráce s pěveckými sbory

### Dětský pěvecký sbor Kvítek (Žatec, Louny, Most)
Spolupráce s dětským pěveckým sborem Kvítek 1992 – 1995
- pravidelná koncertní turné po zemích Evropy
- 1993 koncertní zájezd do JAR a účast na festivalu International eisteddfod of South Africa v Johannesburgu (DPS Kvítek zde zvítězil v několika kategoriích)

### Dětský pěvecký sbor Severáček Liberec
Nejvýznamnější festivaly a soutěže:
- 1999 – Llangollen (Wales, Velká Británie) – 2. cena
- 2000 – Jersey (Channel Islands, Velká Británie) – 1. cena v kategorii dětských sborů a absolutní vítězství v soutěži
- 2001 – koncertní turné Kanada
- 2006 – koncertní turné Řecko

#### Spolupráce na CD
- Vánoce se Severáčkem
- Úsměvy Severáčku
- Milan Uherek dětem
- Vánoce se Severáčkem 2
- Duchovní skladby

### Volné pěvecké sdružení A my taky Liberec
Nejvýznamnější turné, festivaly a soutěže:
- 2002 – koncertní turné po Švýcarsku
- 2004 – účast na soutěžním festivalu Svátky písní Olomouc – 1. místo v kategorii komorních sborů
- 2005 – koncertní turné po Švýcarsku
- 2005 – účast na soutěžním festivalu Praga cantat – 3. místo v kategorii vyspělých smíšených sborů
- 2007 – koncertní turné v Bosně a Hercegovině
- 2009 – účast na soutěžním Festivalu B. Martinů Pardubice – stříbrné a bronzové pásmo
- 2011 – český partner mezinárodního projektu čtyř koncertů Requiem W. A. Mozarta pod vedením KMD Prof. Dr. Neitharda Bethke.
- 2003 – natočení a vydání prvního CD
- 2013 – plánované natočení druhého CD

## Sommerakademie für Organisten Zittau
Sommerakademie für Organisten Zittau je mezinárodní interpretační varhanní kurz, který je přímým pokračováním Ratzeburger Sommerakademie, kterou založil KMD Prof. Dr. Neithard Bethke v roce 1969.
Společně s N. Bethkem byl lektorem Sommerakademie od roku 2009.